# 云岩区

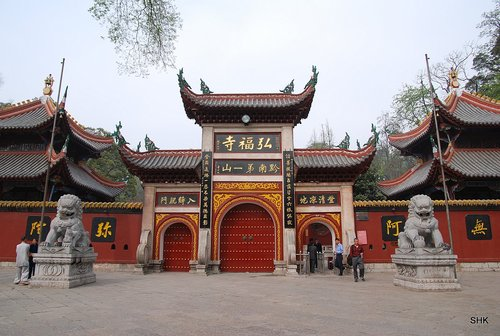

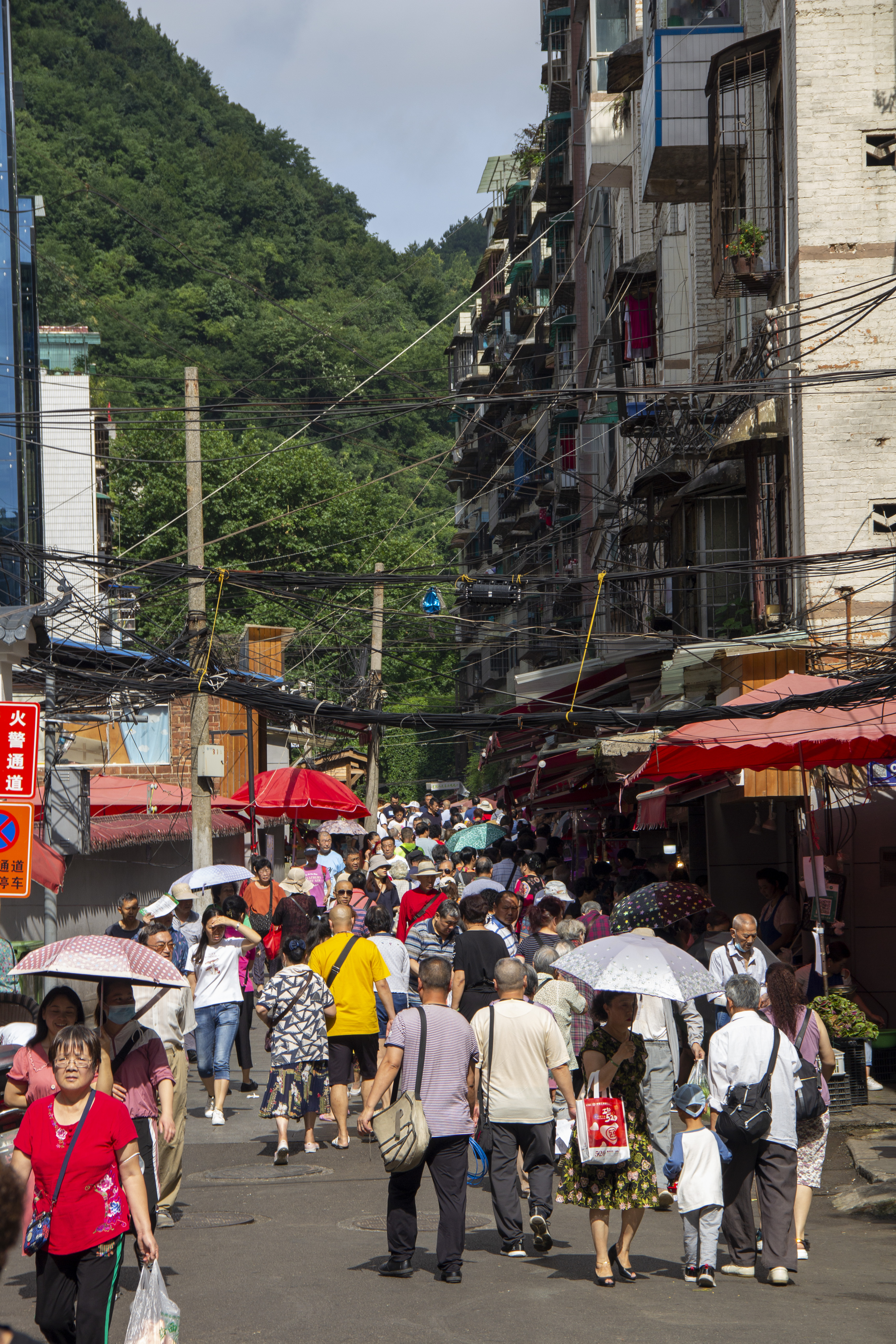
黔灵公园菜场

云岩区，贵阳市的城区之一。2020年11月，常住人口105.7万人。
云岩区是贵阳市的经济强区之一。2003年，该区国内生产总值突破100亿元人民币，为贵州省最高。该区经济中，第二、三产业的比重大，增长快；而传统的农业则在近几年来有所下降。
该区商业发达，区内有星力百货、国贸、北京华联等大型的购物商场和超市。同时该区也是贵阳市重要的文化、行政区域，区内有贵州省图书馆、贵州省博物馆、贵州省人民政府等单位。
云岩区的著名旅游景点有：黔灵公园、东山等。
云岩区在贵州省2004年全省“20强县”中排名第一。
云岩区的教育机构有：贵州教育厅、贵州师范大学、贵州商业高等专业学校、贵阳财校、贵州交通职业技术学院、贵州化工职业技术学院等高校。

## 行政区划
云岩区下辖17个街道办事处、1个镇：
大营路街道、黔灵东路街道、文昌阁街道、盐务街街道、普陀路街道、八鸽岩街道、毓秀路街道、威清门街道、市西河街道、头桥街道、三桥路街道、马王街道、金关街道、茶园路街道、杨惠街道、渔安街道、水东路街道和黔灵镇。